# Фричовце
Фричовце (слч. Fričovce) насељено је мјесто са административним статусом сеоске општине (слч. obec) у округу Прешов, у Прешовском крају, Словачка Република.

## Становништво
| Година:    | 1994. | 2004.   | 2014.   | 2024.   |
| ---------- | ----- | ------- | ------- | ------- |
| Број људи: | 1060  | 1079    | 1116    | 1117    |
| Разлика:   |       | +1,79 % | +3,42 % | +0,08 % |

| Година:    | 2023. | 2024.   |
| ---------- | ----- | ------- |
| Број људи: | 1133  | 1117    |
| Разлика:   |       | -1,41 % |

Према подацима о броју становника из 2024. године насеље је имало 1117 становника.